# Lovely Rita
〈Lovely Rita〉는 폴 매카트니가 작곡하고 부른 음반 《Sgt. Pepper's Lonely Hearts Club Band》에서 비틀즈가 부른 노래로, 레논-매카트니에게 인정을 받았다. 그 곡은 여성 교통 관리원과 그녀에 대한 화자의 사랑에 관한 것이다.